# Jerónimo Benete

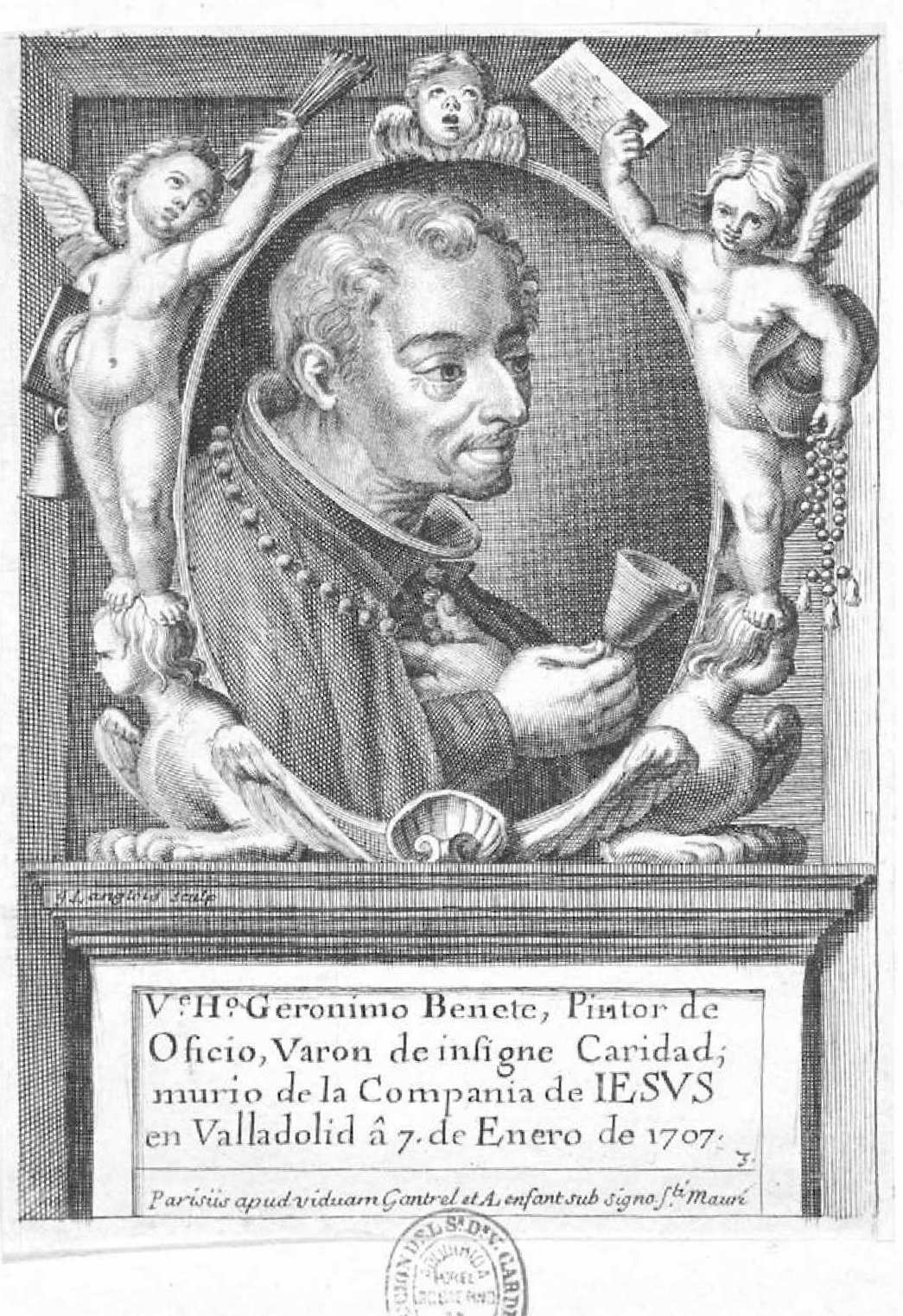
Jean Langlois: Retrato de Jerónimo Benete, ilustración de Noticia de la vida, virtudes, muerte, y fama póstuma, del V. Hermano Geronymo Benete, de la Compañía de Jesús, de Orden de la muy noble, y muy leal ciudad de Valladolid... Inscripción: «V.º H.º Gerónimo Benete, Pintor de Oficio, Varón de insigne Caridad; murió de la Compañía de IESVS en Valladolid â 7. de Enero de 1707». Biblioteca Nacional de España.

Jerónimo Benete o Gerónimo Benet (Valladolid, 1629-1707) fue un hermano lego jesuita y pintor, citado por Antonio Palomino en el libro segundo del Museo pictórico y escala óptica al hacer la defensa de la pintura como arte liberal pues, según decía, lo son conforme a san Agustín, las artes propias del hombre cristiano y así lo acreditan los pintores que se preparan con oraciones, mortificaciones, disciplinas y sacramentos antes de ponerse a pintar sus imágenes, en especial cuando de pintar a Cristo se trata, lo que se demuestra con «la exemplar vida, y loables costumbres del venerable varón Gerónimo Benet, profesor de esta arte, que poco ha murió en Valladolid con el sagrado hábito de la compañía de Jesús». Ceán Bermúdez, apoyándose en Palomino y quizá sin haber visto ninguna de sus obras, pues no citaba ninguna, lo creía fallecido en 1700 y añadía: «dícese que era excelente en las imágenes de Jesucristo y de la Virgen, que pintaba con mucha expresión».

## Biografía
Hijo de un confitero, fue bautizado en la iglesia del Salvador de Valladolid. En agosto de 1648 entró como aprendiz en el taller de Gabriel de Palacios, del que no se conoce obra, actuando como testigo Francisco Díez de Tudanca. En diciembre de 1656 recibió en su taller a Francisco Cocho, del que apenas se tienen otras noticias. Fue padrino de bautismo de Agustín de Montiano y Luyando, que recibió los santos óleos en la parroquia de Nuestra Señora de la Antigua de Valladolid el 21 de marzo de 1697 tras ser bautizado en su casa por necesidad. y de tres hijos del escultor Juan Antonio de la Peña. De sus profundas convicciones religiosas hay abundante información en la obra del jesuita padre Manuel de la Reguera: Noticia de la vida, virtudes, muerte, y fama póstuma, del V. Hermano Geronymo Benete, de la Compañía de Jesús, de Orden de la muy noble, y muy leal ciudad de Valladolid, por el Colegio de la misma Compañia de Jesus de S. Ambrosio, impreso en Valladolid por Antonio Figueroa, con las honras fúnebres predicadas por Pedro Manuel Dávila y Cárdenas. Recorría las calles de Valladolid impartiendo catequesis a los niños, a quienes llamaba la atención con una campanilla, y fundó en su casa un hospital para veinte estudiantes pobres que sostenía con limosnas, pues vivía con pobreza y nunca quiso cobrar más de lo que necesitaba para vivir. 
De su producción, que debió de ser muy abundante, se conoce una Virgen del Carmen de muy modesta factura, en dependencias de la iglesia de Nuestra Señora del Carmen Extramuros de Valladolid, una copia rudimentaria de la Sagrada Familia con san Joaquín y santa Ana pintada por Diego Valentín Díaz para el monasterio de San Benito el Real de Valladolid, en la iglesia parroquial de Geria, y una Virgen de Belén, firmada ya como hermano, en el convento de San Pablo de Palencia. Además, el Museo Nacional de Bellas Artes de Buenos Aires cuenta con un lienzo dedicado a Los milagros de san Antonio de Padua a él atribuido, y la Fundación Las Edades del Hombre presentó y restauró en diciembre de 2016 una Traslación de san Pedro Regalado, óleo procedente de la iglesia de San Antolín de Fombellida.